# Sossais
Sossais/Sossay é uma comuna francesa na região administrativa da Nova Aquitânia, no departamento de Vienne. Estende-se por uma área de 12,04 km². Em 2010 a comuna tinha 440 habitantes (densidade: 36,5 hab./km²).